# Cixius bicolor
Cixius bicolor är en insektsart som beskrevs av Matsumura 1914. Cixius bicolor ingår i släktet Cixius och familjen kilstritar. Inga underarter finns listade i Catalogue of Life.